# Горскін Олександр Іванович
Горскін Олександр Іванович (нар. 10 березня 1917 — пом. 2 грудня  2007) — молодший лейтенант Червоної армії, повний кавалер ордена Слави.

## Життєпис
Народився 10 березня 1917 року в робочому присілку Красний Яр Омська губернія Російської імперії. У 1929 році Закінчив 4 класи трудової школи. Працював мотористом молочноконсервного комбінату. 
У вересні 1938 року О. І. Горскіна було призвано до РСЧА. У бойових діях Німецько-радянської війни брав участь з липня 1941 року. Був командиром відділення автоматників у 911-му стрілецькому полку (244-та стрілецька дивізія, 6-ї армії). Воював на Південно-Західному, 3-му Українському фронтах. Брав участь у визволенні Півдня України, Молдавії, Румунії. Війну закінчив в Австрії. 
2 лютого 1944 року у бою за с. Шевченко (Апостоловський район) (Дніпропетровська область) знищив снайпера, що переховувався у засаді. Вже у самому селі знищив 8 солдатів ворога.
28 березня Наказом командира 224-ї стрілецької дивізії старший сержант О. І. Горскін був нагороджений орденом Слави 3-го ступеня.
10 квітня 1944 року помічник командира взводу старший сержант Горскін, очоливши групу автоматників, одним із перших вийшов на окраїни Одеси. Він знищив 3 кулеметних точки, 9 вантажівок, а також близько 30 гітлерівців. Ще 15 вояків було полонено. За цю сміливу операцію Олександра Горскіна було нагороджено орденом Слави 2-го ступеня.
23 серпня 1944 року старшина Горскін під час наступу полку на с. Сатул Ноу (30 км на південний схід від м. Хуші, Румунія) замінив пораненого командира взводу, очоливши підрозділ. Під його керівництвом взвод успішно виконав поставлену задачу, за що старшина О. І. Горскін був нагороджений Орденом слави 1-го ступеня, ставши повним кавалером цієї нагороди (Указ Президії ВС СРСР від 24.03.1945).
У грудні 1945 року молодший лейтенант Олександр Іванович Горскін був демобілізований та повернувся до рідного селища, де працював слюсарем на молочному комбінаті. 
Олександр Іванович Горскін помер 2 грудня 2007 року.

## Нагороди
- Орден Вітчизняної війни 1 ступеня
- три ордени Слави 1-го - ступенів
- Медаль «За бойові заслуги»
- Медаль «За перемогу над Німеччиною»
- ювілейні медалі.